# Pawieł Trietjakow
Pawieł Michajłowicz Trietjakow (ros. Па́вел Миха́йлович Третьяко́в) (ur. 15 grudnia?/27 grudnia 1832 w Moskwie, zm. 4 grudnia?/16 grudnia 1898 tamże) – rosyjski przedsiębiorca, kolekcjoner i mecenas sztuki rosyjskiej, brat Siergieja Trietiakowa, twórca Galerii Tretiakowskiej.

## Życiorys
Pawieł Trietjakow pochodził z rodziny kupieckiej. Początkowo pracował u ojca, potem wraz z bratem Siergiejem założył przędzalnie, zatrudniające kilka tysięcy ludzi.
We wrześniu 1865 ożenił się z Wierą Mamontową, siostrą cioteczną mecenasa sztuki Sawwy Mamontowa. Został ojcem sześciorga dzieci.
Początkowo kolekcjonował dzieła dawnych mistrzów holenderskich. W latach pięćdziesiątych XIX wieku zaczął gromadzić dzieła rosyjskiego malarstwa z zamiarem przekazania zbiorów miastu Moskwie w postaci galerii. Oprócz kupna obrazów na rynku dzieł sztuki, Trietjakow zamawiał u malarzy obrazy na określone tematy.
W roku 1874 Trietjakow wzniósł budynek galerii, która w roku 1881 została udostępniona publiczności. W roku 1892, po dołączeniu zbiorów zmarłego brata Siergieja, przekazał oficjalnie budynek wraz z kolekcją na własność dumie miasta Moskwy. W następnym roku galeria otrzymała nazwę „Miejska galeria artystyczna Pawła i Siergieja Trietjakowych”. Pawieł Trietjakow został mianowany dożywotnim kuratorem galerii i honorowym obywatelem Moskwy.
Zmarł 4 grudnia 1898 roku, został pochowany w Moskwie na Cmentarzu Daniłowskim, w 1948 roku prochy przeniesiono na Cmentarz Nowodziewiczy.